# Автошлях Т 2209
Автошля́х Т2209 — автомобільний шлях місцевого значення довжиною 136,1 км, що проходить через Нижньосірогозький, Великолепетиський, Генічеський та Іванівський райони через Генічеськ — Нижні Сірогози — Велику Лепетиху.